# Яновець-Косьцельний (гміна)
Гмі́на Яно́вець-Косьце́льни (пол. Gmina Janowiec Kościelny) — сільська гміна у північній Польщі. Належить до Нідзицького повіту Вармінсько-Мазурського воєводства.
Станом на 31 грудня 2011 у гміні проживало 3395 осіб.

## Територія
Згідно з даними за 2007 рік площа гміни становила 136.25 км², у тому числі:
- орні землі: 73.00%
- ліси: 15.00%

Таким чином, площа гміни становить 14.18% площі повіту.

## Населення
Станом на 31 грудня 2011:
| Опис     | Загалом | Загалом | Чоловіки | Чоловіки | Жінки | Жінки |
| -------- | ------- | ------- | -------- | -------- | ----- | ----- |
| одиниця  | осіб    | %       | осіб     | %        | осіб  | %     |
| все      | 3395    | 100     | 1746     | 51.43    | 1649  | 48.57 |
| міське   | 0       | 100     | 0        |          | 0     |       |
| сільське | 3395    | 100     | 1746     | 51.43    | 1649  | 48.57 |

## Сусідні гміни
Гміна Яновець-Косьцельни межує з такими гмінами: Вечфня-Косьцельна, Дзежґово, Ілово-Осада, Козлово, Нідзиця, Яново.